# Total Productive Maintenance
Total Productive Maintenance (zkratka TPM) je investiční management vedoucí k udržitelnému provozování výroby (strojního parku) v optimálních podmínkách.
TPM prováděná na celopodnikové bázi:
- totální efektivnost při využívání strojů a zařízení
- totální systém údržby zahrnující preventivní a prediktivní údržbu
- totální účast všech pracovníků (nejen obsluhy a údržbářů)

Cílem TPM je eliminace příčin velkých ztrát:
- poruchy strojů a neplánované prostoje
- ztráty spojené s výměnou a seřizováním nástrojů
- ztráty způsobené přestávkami ve výkonu strojů, krátkodobé poruchy
- ztráty rychlosti
- ztráty kvality
- snížení výkonu ve fázi náběhu a zkoušek

Tyto ztráty znamenají, že na stroji vyrábíme méně výrobků než by bylo možné – cílem TPM je jednotlivé ztráty snižovat.
Cílem TPM je naučit operátory:
- rozlišovat normální a abnormální chod stroje
- udržovat normální podmínky
- opravit – reagovat na abnormální podmínky

Nástroje analýzy TPM:
- analýza CEZ (celková efektivnost zařízení) a určení úzkých míst
- strom poruch
- 3x O analýza – grafická odpověď na otázku
- FM analýza
- analýza spolehlivosti – snaží se uhlídat degradační poruchy (vlivem postupného opotřebení)